# 水沢有美
水沢 有美（みずさわ ゆみ、1951年〈昭和26年〉9月8日 - ）は、日本の女優、歌手、声優、YouTuber。本名及び旧姓は小沢 有美。
東京都出身。東邦音楽大学附属東邦高等学校卒業。エヌ・エー・シー、東京俳優生活協同組合を経て、水沢有美事務所（提携＝株式会社クイーンズカンパニーおよびコントロールプロダクション）所属。
父親は、作家・作詞家の小沢不二夫。

## 来歴・人物
6歳の時に劇団四季の「せむしの悪女」で初舞台。12歳の時には新派の舞台に同世代だった坂東玉三郎 (5代目)と共演した。その後、小学生のころにテレビドラマ『ロック物語』にレギュラー出演。この出演時に水沢 有美と誤表記され、以後芸名として使用するようになる。
東宝ニュータレント第5期生に合格し、同期には前田美波里・豊浦美子らがいた。1966年にテレビドラマ『青春とはなんだ』の高校生役として本格的に女優デビュー。以降は日本テレビ系列で放送された『青春ド真中!』までの青春シリーズに常連として出演を続けた。中でも1975年の『俺たちの旅』では、主人公のカースケ（中村雅俊）と友人のオメダ（田中健）、先輩のグズ六（秋野太作）らが住むアパートたちばな荘の大家・坂田大伍郎（名古屋章）の娘で、いろは食堂の看板娘・奈美役で人気を博した。
また、歌手志望であったこともあり、1966年10月に西郷輝彦とのデュエット曲「兄妹の星」で念願の歌手デビューを果たした。同曲はレコード70万枚の売り上げを記録するヒット曲となる。1973年には、ヤマハ主催の第5回ポピュラーソングコンテスト東京大会で知り合った古家杏子（ふるや杏）とユニット「乙女座」を組み、パーカションとピアノによるデュエットグループとして活動。1975年に事務所の閉鎖で活動休止するが、2005年12月の水沢有美デビュー40周年記念ライブを機に再結成し、現在も不定期だが乙女座としてのライブ活動を行なっている。2013年9月には乙女座結成40周年記念ライブを行った。アメリカ滞在（1988年頃から約10年）もあり空白期間はあったが、帰国後も女優・声優・歌手として、またNHKテレビの英語講座の出演者やカルチャー・スクールでの英語の講師など、幅広い活動を行っている。
日舞坂東流名取。日本泳法有段者。石寒太主宰の俳誌「炎環」同人。俳号は水沢水音（みおん）であり、2013年10月の巻頭句に選ばれている。2016年11月に東久邇宮文化褒賞を受賞。
夫の音楽プロデューサー・有賀恒夫（トニー有賀）との間に2児あり。
趣味は俳句。特技はピアノ・日本舞踊・三味線・歌・英会話・パーカッションと多彩である。
Yumi Mizusawa名義でYouTubeチャンネルを開設しており、メインチャンネルの『水沢有美の I Love It !』と、サブチャンネルの『水沢有美のキラキララ〜』がある。

## 出演

### テレビドラマ
- 1963年 ロック物語（1月 - 7月、NET／東映）- みどり※第3部・最終シリーズ第4部までレギュラー出演[13]。
- 1966年 青春とはなんだ（2月 - 11月、NTV／東宝）- 小沢祐子 ※第18話からレギュラー出演
- 1966年 これが青春だ（1966年 - 1967年、NTV／東宝）- 秋山道子 ※第19話までレギュラー出演
- 1968年 でっかい青春（NTV／東宝）- 柳田春江
  - 第30話「クビになった雷先生」
  - 第38話「青春のキャンパス」
  - 第41話「青春ばんざい」
- 1968年 進め!青春（NTV／東宝） - 由美
- 1969年 嫁ゆかば（CX）- 平林冬美
- 1969年 颱風とざくろ 
  - 第1話（NTV）- 女子大生 ※第2話はクレジットのみで未出演
- 1969年 見合い恋愛
  - 第6話「素敵なライバル」（NTV）- 柴田靖子
- 1969年 奥さま!タイヘンです（10月 - 12月、TBS）- 御手洗まりも
- 鬼平犯科帳 第1シリーズ（NET／東宝）
  - 1969年 第11話「老盗の夢」
  - 1970年 第39話「猿（ましら）の銀次郎」- みよ
- 1970年 大河ドラマ 樅ノ木は残った（NHK）- なみ
- 1970年 右門捕物帖 第21話「二十一番手柄 女殺し出世地獄」（NTV）- 女中・おあつ
- ケンちゃんトコちゃん（TBS）- 泉幼稚園・洋子先生
  - 1970年 第6話「学校と幼稚園」
  - 1970年 第19話「チックタック騒動」
  - 1971年 第50話「さよならは嫌い」
- 1970年 ゴールドアイ
  - 第18話「恐怖の空中密輸」（NTV／東映）
- 1970年 江戸川乱歩シリーズ 明智小五郎
  - 第18話「恐怖シリーズ 土曜日の夜何かが起こる」（12ch／東映）
- 遠山の金さん捕物帳（NET／東映）
  - 1970年 第21話「女で出世する男」
  - 1972年 第78話「赤ちゃんを盗んだ男」
- 銭形平次（CX／東映）
  - 1970年 第242話「縛られ地蔵」
  - 1977年 第585話「船宿の女たち」
- 1970年 旗本退屈男（高橋英樹主演版） 
  - 第11話「縄抜けおりん」（CX／東宝）
- 1971年 乱れ花（3月 - 4月、CX）- 坂口めぐみ
- 1971年 殉愛（6月 - 10月、東海テレビ）- 葉子
- 1971年 さぼてんとマシュマロ 第5話・第13話・第19話（1971年 - 1972年、NTV）- 町田紀子
- 1972年 一心太助
  - 第20話「駆落ち者です今晩は!」（CX）- お光
- 1972年 ケーキ屋ケンちゃん
  - 第4話「ひみつのプレゼント」（TBS）- 大石先生
- 1972年 飛び出せ!青春（NTV）
  - 第12話「ガラクタ楽団全員集合!」- 桐山悦子（教生）
- 1972年 気になる嫁さん（NTV）
  - 第16話「思う心は一つ」- 事務員
- 1972年 仮面ライダー（MBS／東映）
  - 第91話「ゲルショッカー恐怖学校へ入学せよ!!」- 山辺由美
- 1973年 花王 愛の劇場 越前竹人形（TBS／東宝）
- 1973年 アイアンキング（TBS）
  - 第16話「トラギラスを倒せ!」- 江崎祥子
- 1973年 大江戸捜査網（12ch）
  - 第2シリーズ 第51話（第103話）「裏切られた男の約束」-　おしま
- 1973年 パパと呼ばないで（NTV）
  - 第33話「父親3人組」- 田宮先生
- 1975年 白雪劇場 池田大助捕物日記（CX）
  - 第14話「年の初めの雪あかり」
- 1975年 新・七人の刑事 - 七人の刑事特別編 第3話「さらば友よ」（TBS）
- 夜明けの刑事（TBS／大映テレビ）
  - 1975年 第31話「学校の先生の秘密!!」
  - 1976年 第90話「スッポン刑事の大勝負」
- 1975年 非情のライセンス（NET／東映）
  - 第2シリーズ 第42話「兇悪の時効」- 吉岡道子
- 太陽にほえろ!（NTV／東宝）
  - 1975年 第164話「バラの好きな君へ」- 伊藤純子
  - 1976年 第208話「ひとり立ち」- 大崎家の家政婦
  - 1976年 第223話「あせり」- てる子
  - 1981年 第475話「さらば! スニーカー」- 今里幸子
  - 1982年 第495話「意地ッ張り」- 袴田律子
  - 1983年 第555話「一枚の絵」- 坪内恵子
  - 1985年 第641話「二度死んだ女」- 島崎俊絵（高田理絵）
  - 1986年 第710話「殺意との対決・橘警部」- 夏目絵里子
  - 1987年 太陽にほえろ!PART2 第10話「DJ刑事・ステバチ作戦」- 矢嶋夫人
- 1975年 少年探偵団（NTV／日本現代企画）
  - 第1話・第2話「UFO地球を襲う 1、2」- ピアノ教師
- 江戸の旋風シリーズ（CX／東宝）
  - 1975年 同心部屋御用帳 江戸の旋風 第32話「お千代舟の女」- お夏
  - 1979年 同心部屋御用帳 江戸の旋風IV 第10話「岡っ引の娘」- おしん
- 1975年 俺たちの旅（1975年 - 1976年、NTV）- 坂田奈美
- 1976年 銀河テレビ小説 夏の故郷（NHK）- 藤原幾代
- 1976年 その人は今…（NHK）- 大西綾子
- 1976年 俺たちの朝（1976年 - 1977年、NTV／東宝）- 大谷光子
- 1976年 いろはの"い"（NTV／東宝）
  - 第12話「そむく娘達」- 吉岡リョウコ
- 1976年 特別機動捜査隊（NET／東映）
  - 第785話「暴走時代」- 関美佐江
- 特捜最前線（ANB／東映）
  - 1978年 第81話「女逃亡犯25時!」
  - 1983年 第298話「カナリアを飼う悪徳刑事!」
- 1978年 青春ド真中!（NTV／ユニオン映画）- 堀込ドキ子
- 1978年 チェックメイト78（ABC）
  - 第10話「バベルの塔を崩す警部」
- 1980年 大捜査線（CX／ユニオン映画）
  - 第17話「愛の哀しみ -婦人警察官-」
- 1981年 気になる天使たち（CX／東宝）
  - 第13話「小さなお別れ」- 松山すみ子
- 1982年 陽あたり良好!（NTV／東宝）
  - 第1話「ひだまり荘の下宿人」- 団地の婦人
- 1985年 火曜サスペンス劇場／心身症の犬（NTV）- ペットショップ店員
- 月曜ドラマランド（CX）
  - 1985年 奥様は不良少女!? 第1話「おさな妻」
  - 1986年 ボクの婚約者
- 1985年 迷宮課刑事おみやさん（ABC）
  - 第6話「15年前のOLレイプ未遂事件が今日…!」- 柏木きみえ
- 1997年 鬼平犯科帳（CX／松竹） ※中村吉右衛門版
  - 第7シリーズ 第10話「見張りの糸」
- 1997年 木曜ドラマ 友達の恋人 第8話（TBS）
- 1997年 さわやか3組 第11期（ETV）
- 1999年 水曜劇場 TEAM（CX）
  - 第1話「犯人の名は未成年」- あつしの母
- 2000年 はみだし刑事情熱系（ANB／東映）
  - PART4 第20話「涙と執念の単独捜査 罠にはまった女達!」
- 2001年 中学生日記 「自転車こわい」（NHK）
- 2001年 スタアの恋（CX）
  - 第3話「ホテルで二人きり」‐ 公開映画舞台挨拶の司会者
- 土曜ワイド劇場（ANB→EX）
  - 西村京太郎トラベルミステリー
    - 2003年 第39作「高山本線殺人事件 特急ひだ5号で狙われた女・飛騨～下呂温泉、一枚の乗車券が解いた不倫の連立方程式」- 小宮山葉子
    - 2008年 第50作「山陽・東海道連続殺人ルート!」- 山内俊子

  - 2003年 鉄道捜査官
    - 第3作「津和野トンネル殺人! 山口線貴婦人号汽笛のトリック」- ホテルかめ福女将
- 2004年 古畑任三郎（CX）
  - 第39回「すべて閣下の仕業」-　大使館員の妻
- 2006年 DRAMA COMPLEX ミステリーの女王 山村美紗物語（NTV）- 三木清司の妻
- 2023年 科捜研の女（テレビ朝日）
  - シーズン23 第3話「取調べ室の怪人」- 郡司早苗（郡司の妻）

### その他テレビ・ラジオ番組
- レンズはさぐる（NHK総合）
- 1975年 みどりの地球（NHK教育）  - レポーター
- 1980年 それゆけ!!ドドド（信越放送ラジオ）[14]
- 1981年 中学校特別シリーズ 動力の歴史（NHK教育） - ききて
- 2002年 はじめよう英会話（NHK教育）
- 2007年 きょうから英会話（NHK教育） - スキットドラマ出演
- 2015年 感動再開！同窓会の旅「青春とはなんだ」編（BS-TBS）
- 2019年 クイズ!脳ベルSHOW（BSフジ）

### 映画
- 1967年 殺人狂時代（東宝）- 駅で待ち合わせしたアベックの女性
- 2001年 EKOEKO AZARAK エコエコアザラク（ギャガコミュニケーションズ ）
- 2006年 海と夕陽と彼女の涙 ストロベリーフィールズ - 希代子（マキの母）
- 2021年 ロボット修理人のAi（愛）- アパートの大家さん

### Vシネマ
- 2020年 織田同志会 織田征仁（2020年 - 2021年）- 陳光子（横浜の不動産屋）※第1話から第6話まで登場（第4話は未登場）

### 声優
- 1972年 マックイーンの絶対の危機（日本テレビ版）- ジェーン・マーティン（演：アニタ・コルシオ）
- 1973年 ふたりだけの窓 - ジェニー・フィットン（演：ヘイリー・ミルズ）
- 1975年 破裏拳ポリマー
  - 第21話 「コンコン七変化」（NET）- ミッチー首領
- 白バイ野郎ジョン&パンチ
  - 1979年 第2シーズン - シンディ・ケーヒル（演：ブリアン・リーリー）
  - 1979年 第3シーズン～第5シーズン（1979年 - 1982年）- ボニー・クラーク（演：ランディー・オークス）
- 1980年 まことちゃん（劇場版、東京ムービー新社）- 花子先生
- 1983年 スペースコブラ
  - 第29話「極北の男・熱き血よ」（CX）
- 1984年 ひげよさらば （NHK）
- 1984年 トパーズ（TBS版）- ミケーレ（演：クロード・ジャド）
- 1986年 青春アニメ全集（NTV）
  - 第6話「日本名作文学 オリンポスの果実」
- 1987年 ナイトライダー
  - 第2シーズン 第16話「激走!殺人レース荒野に死を呼ぶマッドオライダーを倒せ!!」- サブリナ（演：リディア・コーネル）
- 1988年 シティーハンター
  - 第45話「三姉妹は招くよ! 獠ちゃんのスキー天国」- 高円寺美子
- 2001年 チャームド〜魔女3姉妹〜
  - 第20話「アンディの危機」- カロン（演：ブレンダ・バーキ）

### 舞台
- 2007年 掌一杯の幸せ （内幸町ホール）- 武田さん
- 2008年 8.12 - 絆 -（ラディアンホール）- 芹澤麻耶
- 2008年 8.12 - 絆 -（シアター代官山）- 芹澤麻耶
- 2009年 純喫茶物語2009（笹塚ファクトリー）- 石森澄子
- 2010年 静寂のさきに（武蔵野芸能劇場）- お嬢吉三
- 2012年 暁にいざよいて　伝承里見八犬伝（武蔵野芸能劇場）- 玉梓
- 2013年 さよならは言わない　病室より愛をこめて2（シアター代官山）- 相澤早苗
- 2013年 語りとテルミンで紡ぐ　アグニの神（建長寺方丈龍王殿）- 語り
- 2014年 ウォーラス一座第7回公演　短き不在（ワーサルシアター）- 大女優・杉山、国夫の母（二役）
- 2014年 同居人 それでも朝はやってきる（つきじブディストホール）- 松永彩子
- 2014年 デンティスト（barジャージャン）- 十石薫
- クローズド - 閉じ込められて -（2015年、barジャージャン）- 十石薫
- 2015年 8.12 - 白球 -（つきじブディストホール- 斉藤百合
- 2015年 ホテルリスボン（barジャージャン）- 十石薫ほか
- 2016年 ホテルリスボン2（BAR COREDO乃木坂）- 十石薫、前妻幽霊・美智子、現在妻・風子（三役）
- 2016年 橋の上の二人 ～「橋の上の男」より～（南青山MANDALA）- カメラマンの女
- 2016年 帽子が飛んだのは風のせいじゃない（シアター代官山）- 町の資産家・白石慶子
- 2016年 喪服の女（テアトロジャージャン）- 主演・十石薫
- 2017年 歌う女 M家の人々Ⅲ（テアトロジャージャン）- 主演・芳野
- 2017年 近代能楽集2017 葵上⇔卒塔婆小町（ライブステージほっぢボッチ）- 主演・六条美園
- 2017年 食事処さつき（上野ストアハウス）- ビルのオーナー・元家豪子
- 2018年 近代能楽集 船辨慶 Reincaration（武蔵野芸能劇場） 静御前、桜田しずか（二役）
- 2018年 櫻と桃の物語（テアトロジャージャン）
- 2019年 第1回現代妖怪伝説「雪女-座敷わらし」（板橋区グリーンカレッジホール）
- 2019年 練馬版・父帰る（紅組）（中野区野方市民ホール）- 真理子
- 2019年 妖近代能楽集／羽衣-時空浪漫奇譚（9月、荻窪オメガ東京）
- 2019年 高橋亘芸能五〇周年記念『雙生隅田川』花　＜演目＞長唄・日本舞踊【雛鶴三番叟】（2019年11月、宝生能楽堂）
- 2019年 ７人のミサキ（12月、中板橋・新生館スタジオ）- 岬麗子
- 2021年 近代能楽集／土蜘蛛（11月、キーノート・シアター）- 二役主演・蜘蛛姫／香織
- 2022年 デンティスト（再演、3月、テアトロジャージャン）桃井章・作演出、薫役、ふたり芝居相手役・浜田晃
- 2023年 ミュージカル　ターニングポイント（9月21日～24日、銀座8丁目博品館劇場）是枝正彦・作：演出、メアリー
- 2024年 朗読劇　ひめゆりの唄　2024年版（2月23日～25日、中野スタジオあくとれ）- 芳江
- 2024年 目で見るラジオドラマ〜ユーモアスケッチ集（5月29日～6月2日、築地ブティストホール）

## 音楽

### シングル
- 兄妹の星 / すばらしい兄貴（1966年、クラウンレコード、CW-555） - 西郷輝彦とのデュエット
- 学級委員 / 水引草の想い出（1967年、クラウンレコード、CW-654）
- 君は四葉のクローバー（進一彦とのデュエット） / 北アルプスの見える丘（1968年、クラウンレコード、CW-789）
- 夕陽にバイバイ / とっても逢いたいの（1968年、クラウンレコード、CW-875）
- 夜の浜辺で / ほんとは好きよ（1969年、クラウンレコード、CW-943）
- あなたのすべてを / 好きになる素材（日本コロムビア、P-124）
- めぐり逢う日に / 日曜の朝（1972年、日本コロムビア、P-161）

乙女座
- 自由な私 / おとぎ話（乙女座、1973年、日本コロムビア、P-238）
- ふたりだけの窓 / 白い耳かざり（乙女座 ゆみ＆杏、1974年、MGMレーベル・ポリドール、M-2516<2006　910>

### LPアルバム
- 水沢有美とポールサイモンの世界～ニュー・フォーク・ボイス誕生（1971年、日本コロムビア、JPS-5218）
- ふたり　（乙女座 ゆみ&杏 1974年、MGMレーベルド・ポリドール、MY-2002）

2007年4月にCDアルバムとしてユニバーサルミュージックよりボーナス・トラック曲2曲を加えてリバイバル発売された。
- 小野寺昭のソロアルバム「ひとりきりの部屋」（1975年、日本コロムビア、JDX-7067）のA面2曲目「結婚するって本当ですか」にデュエットとして参加している。
- 谷村新司のソロアルバム「海猫」（1975年、東芝EMI、ETP-72124）の収録曲「都忘れ」にデュエットとして参加している。

### CD
- リンゴ追分 / 晩香玉の花咲く宵（2006年）
- 水沢有美　リンゴ追分（2012年、シティレコード）

晩香玉の花咲く宵/津軽のふるさと/リンゴ園の少女（再現ラジオドラマ）/リンゴ追分/君にうがなびら/君にうがなびら（カラオケ）
- 小沢不二夫生誕100年記念作品

- パットオースチン （2021年5月、ミオン・レーベル）

パットオースチン なかちゆみこ作詞・作曲、編曲：TsuTom、歌：水沢有美/ほおずき市 作詞：水島涼太、作曲・歌：水沢有美/sakura 水沢有美作詞・作曲・歌